# Танайна (Аляска)
Танайна (англ. Tanaina) — переписна місцевість (CDP) в США, в окрузі Матануска-Сусітна штату Аляска. Населення — 8817 осіб (2020).

## Географія
Танайна розташована за координатами 61°39′27″ пн. ш. 149°25′36″ зх. д. / 61.65750° пн. ш. 149.42667° зх. д. (61.657480, -149.426672).  За даними Бюро перепису населення США в 2010 році переписна місцевість мала площу 79,94 км², з яких 78,68 км² — суходіл та 1,26 км² — водойми.

## Демографія
Згідно з переписом 2010 року, у переписній місцевості мешкало 8197 осіб у 2713 домогосподарствах у складі 2079 родин. Густота населення становила 103 особи/км².  Було 2879 помешкань (36/км²).
Расовий склад населення:
| - 85,9 % — білих - 4,5 % — корінних американців - 1,2 % — азіатів - 0,8 % — чорних або афроамериканців - 0,1 % — вихідців з тихоокеанських островів - 1,0 % — осіб інших рас |

До двох чи більше рас належало 6,4 %. Частка іспаномовних становила 4,5 % від усіх жителів.
За віковим діапазоном населення розподілялося таким чином: 32,3 % — особи молодші 18 років, 62,3 % — особи у віці 18—64 років, 5,4 % — особи у віці 65 років та старші. Медіана віку мешканця становила 31,6 року. На 100 осіб жіночої статі у переписній місцевості припадало 104,9 чоловіків;  на 100 жінок у віці від 18 років та старших — 103,0 чоловіків також старших 18 років.
Середній дохід на одне домашнє господарство  становив 85 855 доларів США (медіана — 78 263), а середній дохід на одну сім'ю — 88 645 доларів (медіана — 79 506). Медіана доходів становила 56 940 доларів для чоловіків та 46 944 долари для жінок. За межею бідності перебувало 12,2 % осіб, у тому числі 20,5 % дітей у віці до 18 років та 1,8 % осіб у віці 65 років та старших.
Цивільне працевлаштоване населення становило 3990 осіб. Основні галузі зайнятості: освіта, охорона здоров'я та соціальна допомога — 23,7 %, будівництво — 17,0 %, роздрібна торгівля — 9,3 %, публічна адміністрація — 7,7 %.